# 奥廖尔州
奥廖尔州（羅馬化：Orlovskaya oblast）是俄羅斯聯邦主體之一，位於俄羅斯聯邦歐洲部分的中俄羅斯高地，屬中央聯邦管區。面積24,700平方公里，人口860,262（2002年）。首府奥廖尔是奧廖爾州的行政、工業、科學和文化中心，座落在奧卡河及其奧爾利克支流的兩岸、圖拉—庫爾斯克和布良斯克—葉列茨的鐵路和公路的交叉點，距離俄羅斯首都莫斯科382公里，人口大約為35萬。2014年9月23日起，该州由俄罗斯联邦共产党执政。

## 历史
它創建於1937年，從其他三個州分裂出來，這三個州分別是：庫爾斯克州，沃羅涅日州和西部區。它也包括1937-1944之間，目前位於布良斯克州的地區。

### 奧廖爾地名的起源
城市名稱的來源，有兩種說法。第一種，據傳說，1566年，當按照伊萬四世命令在河邊修建要塞時，因砍伐林木，驚飛了一隻鷹，有建築工人說：「這是這片地的主人呀。」於是，伊萬四世將該城命名為奧廖爾，即「鷹」。另一種說法是，城堡建在奧廖爾河邊，而河是在1784年才更名為奧爾利克河的。

### 奧廖爾城作為省會的歷史
雖然沒有歷史記載，考古證據表明，早在12世紀，就有堡壘存在於奧卡和奧爾利克河之間，屬於切爾尼戈夫土地的一部分。要塞的名稱未知，它在當時可能不會被稱為奧廖爾。在13世紀，堡壘成為卡拉其夫公領地、茲韋尼哥羅德區的一部分。且早在15世紀，領土就已被立陶宛大公國征服。城市很快的就被居民所拋棄，後由立陶宛或金帳汗國接管。境內成為俄羅斯在16世紀的沙皇制度的一部分。
1566年，伊凡四世下令建立一個新的堡壘，按最初的設想，這個前哨陣地主要是以保護俄國南部的邊界，免遭克裡米亞韃靼人的入侵為目的。要塞的建造很迅速，在1566的夏天開始工作，施工者主要是哥薩克人，完成於1567春天。
然而其選擇的地點並不理想，坐落在會因經季節循環而淹沒的低地，亦容易成為其鄰近的高原地區的攻擊目標，因此该成從來都沒有重要的戰略意義，因為此後沒多久其南部又修建起一些要塞——利夫內、庫爾斯克、克羅梅等，然而該城還是很快成為遼闊的奧廖爾縣的中心。
在17世紀，尤其是在1612年年底前，這裡曾多次多次遭受克裡米亞韃靼人入侵易主并遭到破壞。此地的哥薩克人最先投靠偽德米特里，他的軍隊於1605年通過奧廖爾，而伊萬博洛特尼科夫則於1606年入駐；偽德米特里二世則是在1607年至1608年冬天駐紮在奧廖爾。由於波蘭的干預，使其在1611年和1615年被攻陷，人民在其第二次被攻陷後，逃到搬到姆岑斯克（位於奧廖爾東北方49公里）。
奧廖爾於1636年重建，直到17世紀70年代，1673年的一場大火燒毀了4座教堂、6座城市塔樓和2000幢民房，此後城市遷移到如今所在的位置，然而該市的執政者和人民都希望使其移動要塞至更有利的制高點，但從未作出此舉。烏克蘭併入俄國以後，除了18世紀初，堡壘逐漸失去軍事意義。在18世紀中葉，奧廖爾成為糧食生產的主要中心之一，與主要貿易路線，直到19世紀60年代，它被替換為奧卡河的鐵路，該城在很大程度上變成了行政和貿易中心、向莫斯科和周邊地區供應穀物和麵粉的廣闊糧食市場的核心。
奧廖爾在彼得大帝統治年代，大約在1702年，被授予城鎮中心的地位，而在18世紀末，成為奧廖爾省的中心居民點，現在的布良斯克和利佩茨克州的大部分土地當時屬於這個省。在1708年，奧廖爾被列入基輔省的一部分。奧廖爾在1719年創建於基輔省內。1727年，省被轉移到新創建的別爾哥羅德省。奧廖爾，1778年3月11日（舊曆2月28日）成為沃羅涅日省，和別爾哥羅德省的部分。在1779年，以全新的計劃重建，而奧廖爾河更名奧爾利克河。
1917年十月革命後，這個地區變成國內戰爭頻繁的戰鬥行動中心之一。奧廖爾城多數時候是在布爾什維克手中，除了1919年10月13日至10月20日之間的這個短暫時期里，安東·鄧尼金的白軍控制曾控制此地，與紅軍曾在周邊地區發生流血戰鬥。國內戰爭結束後的蘇維埃政權年代，該市繼續迅速發展工業化，修建起機械製造廠，市政基礎設施得到改造。
1920年代及1930年代，奧廖爾再次移動於不同的州之間（最初在奧廖爾省，直到1928年，而中央黑土區終於在1928年至1934年之間，落入庫爾斯克州。），1937年9月27，終於成為其自身的奧廖爾州的行政中心。
在第二次世界大戰期間，奧廖爾監獄曾監禁的政治犯和戰俘，並因此而著名。基督教拉科夫斯基、瑪麗亞斯皮里多諾娃，奧爾加坎涅瓦和160名其他知名政治犯，根據約瑟夫·斯大林的命令，在奧廖爾城外的梅德韋傑夫森林，在1941年9月11日被槍殺。
在第二次世界大戰期間，1941年10月3日，德意志國防軍開始對奧廖爾进行长达22個月的佔領，庫爾斯克戰役由於在庫爾斯克弧形地帶擊敗了法西斯分子，而後該市于1943年8月5日獲得解放，但這座城市幾乎完全被摧毀。為了紀念解放奧廖爾和別爾哥羅德，莫斯科在苏德战争中第一次施放了禮炮。現在，市里有一個紀念解放奧廖爾的博布魯伊斯克第348步兵師的博物館。
在戰後數年裡，該市不僅恢復了原貌，而且還成倍地提高了工業潛力。這裡湧現出該地區從未有過的行業，例如，“琥珀”鐘錶廠、一些儀器製造廠和電子製品廠、軋鋼廠。

## 地理
它坐落在中央聯邦區的西南方，位於俄羅斯高原中部。卡盧加和圖拉州位於其北部，布良斯克州位於其西部，庫爾斯克州則在其南方，利佩茨克州在其東方。從北到南，延伸超過150公里（93英里），從西部到東部超過200公里（120英里）。面積約為24700平方公里（9,500平方英里），是俄羅斯最小的聯邦主體之一。
其地氣候屬於溫帶氣候。一月平均氣溫為-8°C（18°F），7月的平均溫度約為18°C（64°F）。年平均降水量約為490〜590毫米，積雪平均126天。
奥廖尔州是黑土（黑鈣土）州，黑鈣土儲備量約4,800萬平方公里，約為全世界的四分之三（1,900平方哩）。

### 奧廖爾市的交通
從19世紀下半葉起，奧廖爾修建起連接伏爾加河沿岸港口、波羅的海沿岸港口、莫斯科、哈爾科夫和塞瓦斯托波爾的鐵路和公路。這些道路的建設加強了該市作為俄羅斯中部地區之間某種樞紐的地位。
自1868年以來，奧廖爾和莫斯科就以鐵路連接。奧廖爾城內另有尤日內機場。

## 經濟
奧廖爾州的主要產業是食品、輕工業、工程及金屬加工等行業。

### 工业
金屬工業包含黑色金屬以及有色金屬冶金。工程和金屬加工行業生產的生產設備，包含各種行業，如鏟車、建築和農業設備和機械的市政服務。擁有最新科技技術和經驗豐富的專家，儀器製造和電子行業的許多公司，都保持很高的科學能力和技術潛力。
而该州首府奧廖爾市主要的工業生產部門是，機械製造、黑色冶金、建材工業和有色冶金業。該市最大的企業有：“奧廖爾軋鋼”股份公司（金屬簾布、鎳鉻合金絲網、特殊精加工的冷拉軋材、鋼筋線材、過濾網線材等）、“奧廖爾冶金”股份公司（製造高品質的鋁合金）、“奧廖爾梅德韋傑夫”股份公司（土壤翻耕設備、甜菜聯合收割機）、“奧廖爾食品機器製造”股份公司（飲水機、包裝顆粒材料的自動分包機、牛奶自動分裝器等）、“奧廖爾紡織機械”股份公司（輥軸撿拾壓捆機）、“奧廖爾傢俱”股份公司（生產傢俱）等。
該市的企業積極與外國夥伴開展合作。根據奧廖爾州政府與美國傑斯有限公司的意向書，該市正在實施建立冷凍櫃和製冷箱製造企業的投資專案。項目的外資額達到1000萬美元。2000年11月，第一大批冷凍設備已經銷往羅馬尼亞。此外，該市的一些輕工業企業繼續發展與外國夥伴的接觸，為下述外國公司製造產品：《Клаус Штайльманн》、《Штайербергер》、《Нинхаус и Лотс Кординирц》（德國）、《Хеннес и Мауриттц АБ》（瑞典）。
城市2002年的主要經貿夥伴是德國、義大利、伊拉克、美國、法國、奧地利和獨聯體國家（烏克蘭、莫爾達瓦、白俄羅斯、哈薩克斯坦、烏茲別克斯坦)。現在，市政府正在研究與亞洲、歐洲和美洲有關夥伴擴大經貿合作領域的可能性。對外經濟和跨地區聯絡局與州政府其他機構一起擬定出一系列重點投資方案，奧廖爾市的許多企業榜上有名。這些投資專案已轉交給下述國家的大使館和商務處，如中國、印度、烏茲別克斯坦、英國、德國、丹麥、西班牙、義大利和美國。
"奧廖爾州投資活動法" 是確保外國投資者在奧廖爾市和奧廖爾州順利開展業務的基礎。它向將資本投入到本市和州的公司提供稅收優惠。投資的重點方向是發展高科技產品生產。

### 農業
農業在奧廖爾州是重要的產業，与大多數州的農業用地一样，大量土地被用於植物栽培，特別是糧食作物，冬季主要農作物是小麥和黑麥。也種植蕎麥、燕麥、大麥、土豆、甜菜、蔬菜和油料作物，且需求量大。由於畜牧業的擴張，飼料穀物的種植面積增加，其中包括了肉牛和奶牛養殖、肉豬養殖、肉類和養殖羊毛用羊，家禽養殖、也包含養馬。
奧廖爾市市郊自然條件好，有利於開展穩定的農業生產。總體上說，農業部門採用的是各種所有制形式的多種經營體制，有組織的、合法的經濟實體在劃撥和分配給它們的土地上開展生產。
奧廖爾郊區的先進農業企業有：“奧廖爾田地”農業股份公司、奧廖爾農業聯合股份公司和“小麥”股份公司。現在，它們擁有全州50％的牛、羊，55％的生豬。2002年1月至8月，這些企業的產肉量在全州占52％，產奶量占41％。

## 人口統計
人口：786935人（2010年人口普查）860262（2002年人口普查）890,636（1989年人口普查）。
2012
出生：8650（11.1％1000）
死亡：12639（16.2％1000）
總生育率：
2009 - 1.45 |2010 - 1.50|2011 - 1.43|  2012年 - 1.55
民族構成（2010年）：
俄羅斯 - 96.1％
烏克蘭 - 1％
其他 - 2.9％
一共只有17,468人被登記在管理數據庫，並不能完整估計一個種族。但，據估計，該數據小組中比例中的種族和整體是是相似的。

## 宗教
奧廖爾還是俄國東正教會奧廖爾—謝夫斯克教區的中心（獨立的奧廖爾教區組建於1778年，但直到1818年以前，主教都居住在謝夫斯克）。
奧廖爾市有一個顯著特點，即有大量保存完好的文化古跡——始終為這個地區揚名的大小教堂。例如，1896年，城裡有28座大小教堂；1座修道院；7座小禮拜堂；1座皈一教教堂；3座祈禱室——1座羅馬天主教祈禱室、1座路德派祈禱室、1座分裂派祈禱室；1座猶太教堂。現在，市政部門正在努力最大限度地保護遺留下來的文物古跡。
在奧廖爾州的宗教人口比例（2012）：
- 俄羅斯東正教（40.9％）
- 無黨派基督教（5％）
- 新斯拉夫異教（1％）
- 其他東正教（1％）
- 舊教信徒（1％）
- 具精神信仰但不是宗教信仰者（34％）
- 無神論者（8％）
- 其他或沒有表示意見（9.1％）

根據2012年的官方調查，奧廖爾州堅持其地信仰俄羅斯東正教的人口約為40.9％，5％是關聯性較低、廣義的基督徒，其他派別的東正教為1％，新斯拉夫異教約為1%， 舊教信徒大致為1％。此外，34％的人認為自己具有精神信仰，但不是宗教，8％是無神論者，9.1％的人跟隨其他宗教，或沒有表示意見。

## 教育與文化
奧廖爾周圍的肥沃土地吸引了最著名的貴族家庭，該城因此成為貴族文化中心。
早在1917年革命前夕，該市已擁有一所士官武備學校、一所宗教學校、一所貴族女子學院、幾所中學，後來的俄羅斯大臣會議主席斯托雷平就畢業於其中一所中學。近年來，城市改造的特點之一是高等學校迅速發展。奧廖爾市擁有該地區最大的高校，其中最著名的有：國立奧廖爾大學、國立奧廖爾工科大學、國立奧廖爾農業大學、奧廖爾地區國家行政學院、政府通信軍事學院等等。2001年國立奧廖爾大學與中國教育機構代表舉行了多次會晤和會談，結果奧廖爾大學和中國一些高校開始互派進修生。

### 科技教育
截止2011年，城市共有7所公立大學，9所中等專業學校。在校學生達17,800人。著名高校有奧廖爾國立大學；奧廖爾國立技術大學；奧廖爾國立農業大學等；科研機構有俄羅斯國家農業生產綜合體和生物工業企業標準設計和實驗設計研究院分院等。

### 文化藝術
市內共有24座圖書館、11家博物館，4家劇院，4家影院和一家音樂廳等。著名文化場所有巴赫金博物館、屠格涅夫博物館、蒲寧博物館、奧廖爾蒲寧州立圖書館、奧廖爾普希金市立圖書館、奧廖爾國立屠格涅夫實驗劇院、奧廖爾國立青少年劇院、奧廖爾州立木偶劇院、市立文化公園、兒童公園等。

### 醫療衛生
市內有15家醫院、42家診所、1家急救中心，以及70家非國有醫療機構、90家藥店。

### 體育
1987年修建體育藝術綜合中心。可進行田賽、競賽、健美、柔道、拳擊等比賽。最受歡迎的群體項目是科爾夫球比賽。經常與荷蘭呂戈登進行比賽。

## 旅遊
- 博物館：奧廖爾地方誌博物館（建於1897年）；奧廖爾軍事歷史博物館；奧廖爾造型藝術博物館等。
- 修道院：聖母安息修道院（17世紀修建，1990年重修）；東正教女子修道院（17世紀修建）等。
- 教堂：瓦西裡教堂；聖三一教堂等。
- 名人故居：蒲寧故居博物館；屠格涅夫故居博物館等。
- 公園：勝利公園、文化公園等。
- 紀念雕像：羅蒙諾索夫雕像；屠格涅夫雕像等。
- 歷史保護建築：省長之家（1798年修建）；《祖國》電影院（1927年修建）
- 休閒場所：文化公園、兒童公園，光明湖，奧卡河畔。

## 奧廖爾市的名人
奧廖爾是著名俄國作家屠格涅夫和安德列耶夫、哲學家巴赫京、歷史學家格拉諾夫斯基的故鄉。作家布甯、列斯科夫、阿普赫京以及許多其他著名俄國文學藝術家的生活和創作曾與這座城市息息相關。
- 列昂尼德·安德烈耶夫，劇作家
- 巴赫金，文學評論家
- 費奧多爾巴拉諾夫，漁業科學家
- 費利克斯·捷爾任斯基，政治家
- 提莫菲格拉諾夫斯基，歷史學家
- 瓦西裡·卡林尼科夫（1866年至1901年），作曲家
- 雅科夫·卡斯曼，鋼琴家
- 尼古拉·列斯科夫，小說家
- 阿爾喬姆·米高揚，米格飛機製造商的創始人
- 弗里茨·諾特，數學家
- 尼古拉·尼古拉耶維奇·波利卡爾波夫，航空設計師
- 葉夫根尼·普列奧布拉任斯基，政治家
- 阿列克謝·斯達漢諾夫，工人
- 彼得·斯托雷平，政治家
- 雅科夫·斯維爾德洛夫，布爾什維克革命
- 屠格涅夫，小說家和劇作家
- 阿列克謝·彼得羅維奇·葉爾莫洛夫，軍事將領
- 久加諾夫，政治家

## 奧廖爾市的姊妹市
- 布雷斯特，  白俄羅斯
- 刻赤，  克里米亞共和國 ，  俄羅斯
- 呂伐登，  荷蘭 弗里斯蘭省
- 诺基亚市，  芬兰
- 拉茲格勒，  保加利亚 （從1968年）

## 外部連結
- 维基共享资源上的相關多媒體資源：奥廖尔州